# Барак (зенитный ракетный комплекс)
Барак (ивр. בָּרָק‎ — молния) — израильский зенитный ракетный комплекс корабельного базирования, предназначенный для ведения объектовой противовоздушной обороны кораблей от авиации, противокорабельных ракет и управляемых бомб. Разработан наземный вариант системы.
ЗРК «Барак» разработан «IAI» и «Rafael». Он был принят на вооружение ВМС Израиля в 1987 году и состоит на вооружении ВМС Индии, Сингапура, Тайваня, Венесуэлы. Первый поставленный Индии комплекс был установлен на индийском авианосце «Вираат».
Старт зенитных ракет «Barak» осуществляется из установки вертикального пуска. При нахождении в ТПК крылья и рули ракеты сложены. Ракета-перехватчик представляет собой двухступенчатую твердотопливную ЗУР, оснащённую активной радиолокационной головкой самонаведения. После пуска ракета «Barak» выполняет вертикальный набор высоты в течение 0,6 с, а затем разворачивается на боевой курс.
Стоимость одной ракеты и сопутствующего оборудования для ВМС Индии составляет от 500 до 550 тысяч долларов за единицу.

## Модификации

### Барак-8
Наземная пусковая установка оснащена восемью ракетами в транспортно-пусковых контейнерах. ЗРК «Барак-8», укомплектован РЛС EL/M-2248 MF-STAR.
Ракета «Барак-8» предназначена для борьбы с дозвуковыми и сверхзвуковыми воздушными целями на различных высотах и дальностях. Комплекс не был специально разработан для противоракетной обороны, однако способен выполнять задачи перехвата тактических баллистических ракет. Ракета «Барак-8» разработана в сотрудничестве с компанией «Рафаэль» и представляет собой твердотопливную ЗУР длиной 4,5 м с двухимпульсным ракетным двигателем твердого топлива (РДТТ) с регулируемой паузой между включениями, оснащённую активной системой самонаведения. Ракета запускается с использованием вертикальной пусковой установки и способна осуществлять перехват цели на дальности 70-90 км в сложных погодных условиях в любое время суток. После пуска ракета получает целеуказание от РЛС наведения.
Ключевым требованием к ЗРК является способность обеспечивать одновременный захват нескольких целей в сложной боевой обстановке. После пуска ракета будет использовать инерциальную систему навигации, а на последнем участке траектории — активную радиолокационную систему самонаведения. Вес боевой части составит 25 кг, другие источники упоминали 60 кг.
Система ПВО/ПРО «Барак-8» позволяет обеспечивать передачу информации на ракету в полете, переназначать её на другую цель, а также координировать действия подразделений.
Кроме наземного варианта, комплекс «Барак-8» разрабатывается в морском исполнении.

## Тактико-технические характеристики
- Эффективная дальность действия: 0,5-10 (12) км (70-90 км — Барак-8)
- Высота перехвата цели: 0,004-5,5 км (до 16 км — Барак-8)
- Скорость полёта ракеты: 720 м/с (680 м/с — Барак-8)
- Длина ракеты: 2500 мм (4500 мм — Барак-8)
- Диаметр корпуса ракеты: 250 мм
- Стартовая масса: 98 кг (280 кг — Барак-8)
- Боевая часть: осколочно-фугасная
- Масса БЧ: 22 кг (25 кг — Барак-8)
- Габариты ТПК: 2450×250×250 мм

## На вооружении
- Азербайджан

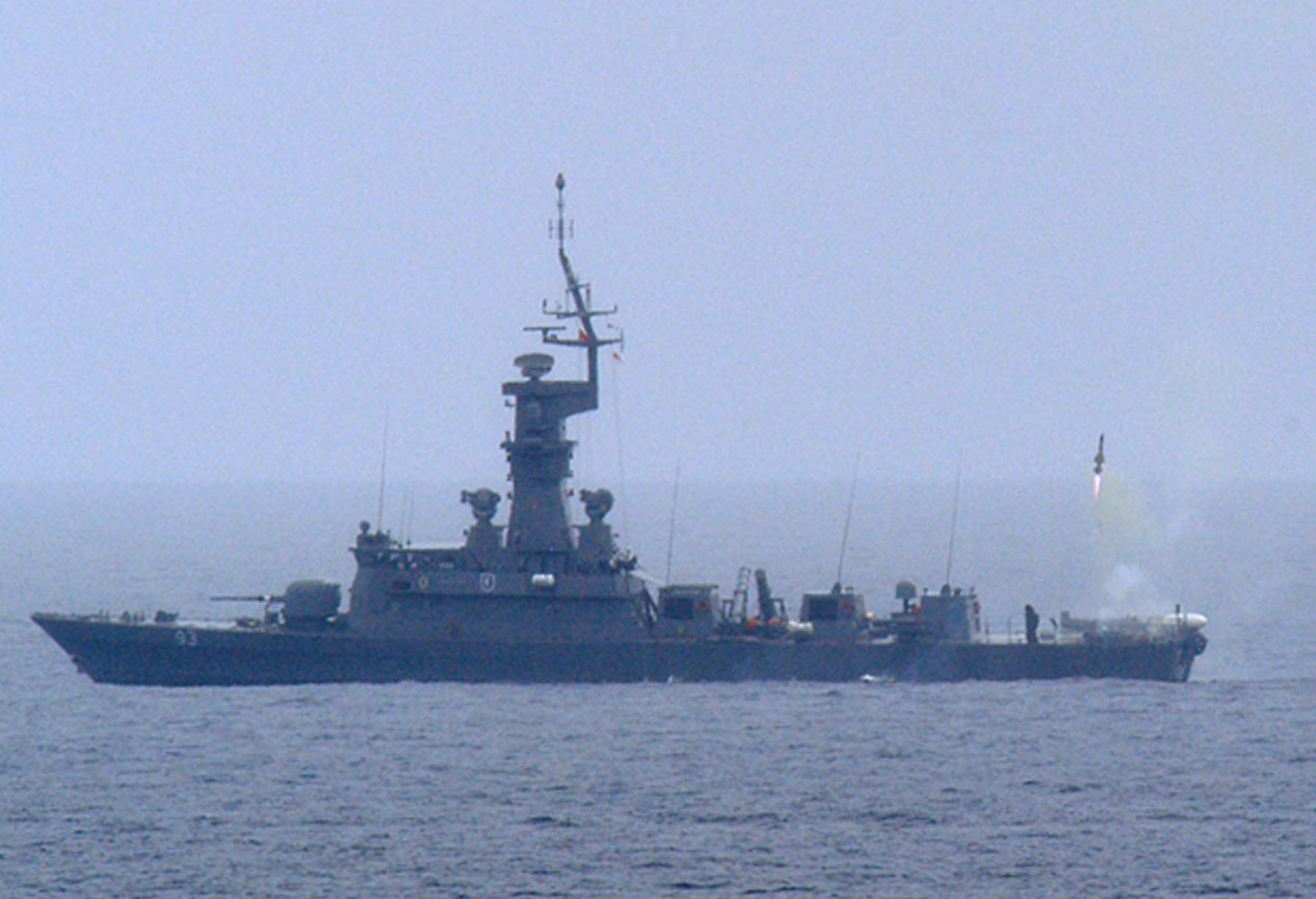
Сингапурский корвет «Вендженс» во время запуска ракеты

  - Азербайджан — 1 дивизион ЗРК «Барак-8» / 9 пусковых устройств 75 ракет[3]
- Израиль
  - 3 корвета типа «Саар-5» — УВП 2×32 (64 ЗУР) по состоянию на 2010 год[4]
  - 8 ракетных катеров типа «Саар-4,5» (тип «Хец») — УВП 1×32 (32 ЗУР) по состоянию на 2010 год[5]
- Индия
  - авианосце Вираат — УВП 2×8 (16 ЗУР), установлены после ввода в эксплуатацию
  - Эскадренные миноносцы типа «Калькутта» — планируется установка модернизированной версии ЗРК, УВП 2×8 (16 ЗУР)
  - Эскадренные миноносцы типа «Дели»
  - Эскадренные миноносцы типа «Раджпут»
  - Фрегаты типа «Шивалик» — УВП 4×8 (32 ЗУР), установлены во время постройки
  - Фрегаты типа «Годавари»
  - Фрегаты типа «Брахмапутра» — УВП 3×8 (24 ЗУР), установлены после ввода в эксплуатацию
- Венесуэла
  - ВВС Венесуэлы — более 10 ЗРК по состоянию на 2010 год[6]
- Сингапур
  - 6 корветов типа «Виктори»[англ.] — УВП 2×8 (16 ЗУР), установлены после ввода в эксплуатацию, по состоянию на 2010 год[7]
- Чили
  - Эскадренные миноносцы типа «Каунти» — УВП 2×8 (16 ЗУР), установлены после ввода в эксплуатацию (списаны)
  - «Альмиранте Уильямс»[англ.] (фрегат типа 22) — УВП 4×8 (32 ЗУР), установлены после ремонта